# Germaine Mason
Germaine Mason, född 20 januari 1983 i Kingston, död 20 april 2017 på Jamaica, var en jamaicanskfödd friidrottare som sedan 2006 tävlade för Storbritannien i höjdhopp.
Masons genombrott kom vid junior-VM 2000 där han slutade på andra plats. Hans första internationella mästerskap som senior var VM 2003 i Paris där han slutade på femte plats. Samma år hade han hoppat 2,34 vilket innebar ett nytt personligt rekord. 2004 blev han trea på inomhus-VM i Budapest vilket var hans första medalj som senior vid ett internationellt mästerskap.
Mason deltog vid Olympiska sommarspelen 2008 där han tangerade sitt personliga rekord när han klarade 2,34 och blev med det silvermedaljör efter ryssen Andrej Silnov.
Mason var 1.87 cm lång och vägde 67 kg. Han dog i en MC-olycka.

## Personliga rekord
- Höjdhopp utomhus - 2.34 meter (9 augusti 2003 i Santo Domingo)
- Höjdhopp inomhus - 2,30 meter (8 februari 2003 i Arnstadt)